# Eilsum
Eilsum is een wierdedorp in de Duitse deelstaat Nedersaksen. Het valt bestuurlijk onder de gemeente Krummhörn, gelegen in de Landkreis Aurich in Oost-Friesland. Het dorp telt ongeveer 600 inwoners.
Eilsum wordt gedomineerd door de forse dorpskerk midden op de warft, zoals een wierde in Oost-Friesland wordt genoemd.
Campen · Canum · Eilsum · Freepsum · Greetsiel · Grimersum · Groothusen · Hamswehrum · Jennelt · Loquard · Manslagt · Pewsum · Pilsum · Rysum · Upleward · Uttum · Visquard · Woltzeten · Woquard

Nedersaksen: Steden en gemeenten      Duitsland: Deelstaten · Gemeenten